# Denheyernaxoides martini
Denheyernaxoides martini är en spindeldjursart som beskrevs av Frank Jason Smiley 1992. Denheyernaxoides martini ingår i släktet Denheyernaxoides och familjen Cunaxidae. Inga underarter finns listade i Catalogue of Life.